# Recht voor Allen

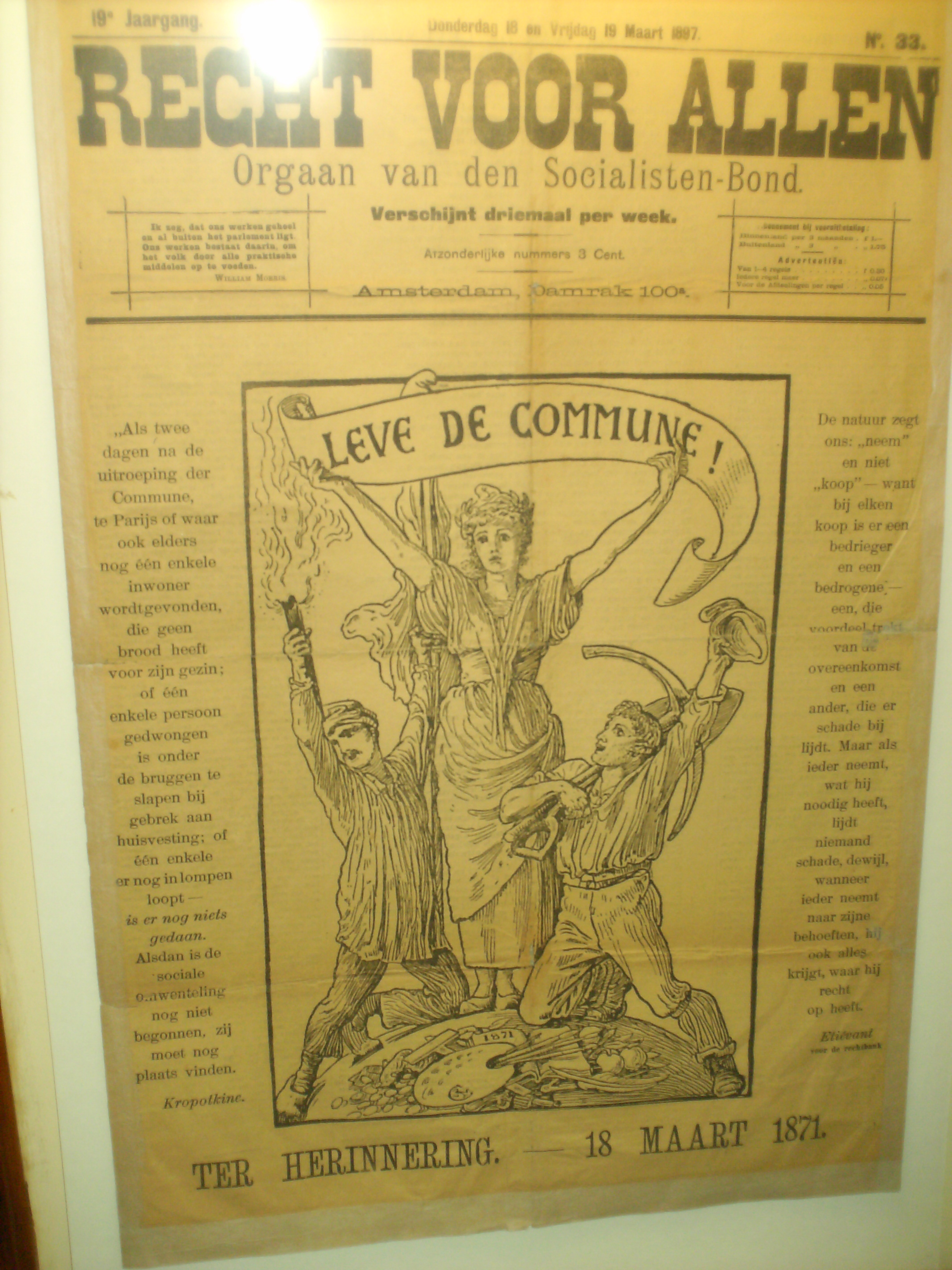
Uitgave van Recht voor Allen van donderdag 18 en vrijdag 19 maart 1897, tentoongesteld in het Ferdinand Domela Nieuwenhuis Museum te Heerenveen.

Recht voor Allen was een Nederlands sociaaldemocratisch tijdschrift, aanvankelijk onafhankelijk van enige politieke partij, later het orgaan van de Sociaal-Democratische Bond (SDB). Het werd gepubliceerd van 1 maart 1879 tot 1900.
Verantwoordelijk uitgever was de sociaaldemocraat en latere anarchist Ferdinand Domela Nieuwenhuis. Het werd verspreid via straatcolportage en kende in zijn hoogtepunt een oplage van 30.000 exemplaren. Oorspronkelijk verscheen het eenmaal per week, vanaf 1885 tweemaal en vanaf 1887 driemaal. In de periode 1888-1891 was Recht voor Allen een dagblad waarna het verschijnen terugzakte tot driemaal en van 1898 af tot tweemaal per week.
Vanaf 1892 wordt Christiaan Cornelissen aan de redactie van Recht voor Allen toegevoegd. Vanaf dat moment voeren Domela Nieuwenhuis en Cornelissen samen de redactie, wat goed loopt ondanks hun verschil in opvattingen.
In 1967 verscheen 'een documentaire over het opkomende socialisme in de jaren 80 [van de 19e eeuw], ontleend aan Recht voor Allen' onder de titel 'HOP HOP HOP Hangt de socialisten op!'. De titel verwijst naar een van de leuzen die de colporteurs van Recht voor Allen bij tijd en wijle naar hun hoofd geslingerd kregen.